# Beresteczko (gmina)
Beresteczko – dawna gmina wiejska) istniejąca do 1939 roku w województwie wołyńskim w Polsce (obecnie na Ukrainie). Siedzibą gminy było Beresteczko, które nie wchodziło w jej skład stanowiąc odrębną gminę miejską.
W okresie międzywojennym gmina Beresteczko należała do powiatu dubieńskiego w woj. wołyńskim. 1 stycznia 1925 roku gmina została wyłączona z powiatu dubieńskiego i przyłączona do powiatu horochowskiego.
15 kwietnia 1934 miasto i gmina wiejska wzajemnie wymieniły się częścią swoich terytoriów. Do gminy Beresteczko włączono miejscowości Staryki (274 ha) i Piaski (336 ha), które wyłączono z miasta Beresteczka. Z gminy Beresteczko wyłączono natomiast grunty podmiejskie sparcelowanego majątku Naręczyn (89 ha) oraz łąki wsi Kutrów (36 ha), włączając je do Beresteczka.
Według stanu z dnia 4 stycznia 1936 roku gmina składała się z 19 gromad. Po wojnie obszar gminy Beresteczko został przez okupanta sowieckiego odłączony od Polski i włączony do Ukraińskiej SRR.